# LIN ~The End Of Corruption World~
LIN 凛 ~The End Of Corruption World~ es una banda Japonesa de estilo Visual Kei formada por Kisaki y Riku exmiembros de Phantasmagoria.

## Historia
LIN 凛 empezó sus actividades con varios lanzamientos programados, como un sencillo muy limitado con su primer tema, con el mismo nombre del grupo "Lin" (que significa Dignidad), compuesto por KANATA. La participación con la canción "Foolish" en el ómnibus NEO VOLTAGE.
Y recientemente, han lanzado su primer maxi sencillo en varios types reuniendo un total de 4 canciones distintas: As if Forever Exist., FREEDOM, Imaginary Lover y Fake Dance.
El grupo realmente, tiene un sonido distinto al que tenía Phantasmagoria, el cambio no ha sido tan radical como de MIRAGE a Syndrome o de Syndrome a Phantasmagoria, pero aun así se percibe ya un sonido más personal. KANATA tiene bastante "marca" en sus composiciones. Y tal como pasaba en Chariots, se reconoce su guitarra, del mismo modo que MIZUKI, haya compuesto probablemente el tema Foolish. Ambos guitarristas tienen su forma de tocar muy particular, tal como la tenían Jun y Iori. Y eso ha dado tal vez más personalidad al grupo.
La primera gira de Lin, ha sido de participaciones en eventos en salas medianamente grandes de Japón, como Shibuya O-EAST, Botom Line, Nagoya Electric Lady Land, OSAKA BIG CAT o Shibuya Ax.
Su segunda gira METAMORPHOSE terminó recientemente, volviendo a pisar salas conocidas y ya pasando por salas más indies de Japón, participando siempre en eventos conjuntos con más grupos entre ellos un concierto twoman con 12012, la participación en la gira twoman Deep Impact de Sadie y el evento countdown de Under Code que se celebró el día 31 en OSAKA.

## Miembros
- Kisaki (Bajista - Líder)
- Riku (Vocalista)
- Mizuki (Guitarrista)
- Kanata (Guitarrista)
- Reiya (Baterista)

## Discografía

### Álbumes
- 2011.08.31 - Independent MAZE

### Sencillos
- 2010.04.25 - Lin (single)
- 2010.06.02 - As if Forever Exist. (maxi sencillo en tres ediciones distintas)
- 2010.11.10 - Metamorphose (maxi sencillo en dos ediciones distintas)
- 2011.01.20 - PERFECT LOVE ~Tribute by Lin~ (single/tributo a 50ta)
- 2011.03.30 - silent to my Pain (maxi sencillo en dos ediciones distintas)
- 2011.05.20 - Flowers Bloom (maxi sencillo en dos ediciones distintas)

- Datos: Q5961624